# Lagbé
Lagbé est un arrondissement du Département du Plateau au Bénin.

## Géographie
Lagbé est une division administrative sous la juridiction de la commune de Ifangni,.

## Démographie
Selon le recensement de la population effectué par l'Institut National de la Statistique Bénin en 2013, Lagbé compte 13 745 habitants pour une population masculine de 6 583 contre 7 162 femmes pour un ménage de 2 762.